# Radio Nacional Santiago del Estero
LRA21 Radio Nacional Santiago del Estero o simplemente Radio Nacional, es una radio argentina que transmite en el 1130 kHz de AM desde la Ciudad de Santiago del Estero.
Retransmite parte de la programación de Radio Nacional Buenos Aires (Cabecera de Radio Nacional Argentina), completando con programas propios de la emisora.

## Historia
La emisora se fundó el 1 de agosto de 1971, sin embargo la historia de la misma se remota mucho tiempo atrás, más precisamente en 1937 cuando nace y comienza a emitir LV11 "Radio Chipaco" Emisora de Santiago del Estero, posteriormente cambia su nombre a Radio del Norte. LV11 fue la primera emisora de AM de la región y sus dueños fueron la familia Castiglione, propietarios además del diario El Liberal.
Los registros históricos de aquellos años dan cuenta que en 1940 LV11 emitía con 2500 Watts en la frecuencia de 1170 kHz, en 1945 siguió emitiendo pero con una potencia de solo 500 Watts. Posteriormente entre 1953 y 1960 la emisora sube su potencia a 2000 Watts manteniendo la frecuencia de 1170 kHz.
En una fecha que no pudo determinarse muda su señal a la frecuencia de 1130 kHz aumentando la potencia diurna a 25000 Watts y nocturna a 5000 Watts hasta el año 1970.
En 1970 la emisora se divide en LV11 Emisora Santiago del Estero como privada pasando a operar en 890 kHz y LW5 Radio del Norte como emisora comercial del Estado, filial de LR3 Radio Belgrano de Buenos Aires manteniendo la frecuencia de 1130 kHz.
El 31 de julio de 1971, deja de existir LW5 comenzando sus emisiones a las 06:57 LRA21 Radio Nacional Santiago del Estero desde los mismos estudios en calle Libertad 251 de la ciudad capital con parte del personal de LW5. Posteriormente la señal distintiva LW5 fue otorgada a la emisora Radio Libertador General San Martin de Tartagal en la provincia de Salta. Su primer director fue el Sr. Raúl Moyano.
En la década del 80, LRA21 muda definitivamente sus estudios a la actual dirección de Urquiza 332 en el edificio del Correo Argentino llamado Hermanos Abalos, ocupando todo el primer piso. Las instalaciones incluyen un auditorio para 100 personas desde donde se emiten programas en vivo. Este auditorio lleva el nombre del Sixto Palavecino, músico y cantante folclórico nacido en la ciudad. La planta transmisora se mantiene en la dirección original de calle Libertad 3950.
El 22 de febrero del 2009, la emisora inauguró su señal de FM emitiendo inicialmente con 600 Watts en 93.5 MHz luego cambia de frecuencia a la actual 98.5 MHz aumentando la potencia a 1000 watts. En la actualidad emite con 5000 Watts con planta transmisora en el mismo edificio de sus estudios.
La emisora recientemente modernizo su planta transmisora incorporando un nuevo transmisor de 25 kW de estado sólido marca Nautel NX-25 y un equipo marca Adema de reserva de 10 kW. El alcance de la señal de AM mejoró notablemente cubriendo toda la provincia y llegando a algunas regiones del oeste de Salta y norte de Córdoba. También se han recibido reportes de recepción de radioescuchas de Canadá.